# 乳黄杜鹃
乳黄杜鹃（学名：Rhododendron lacteum）为杜鹃花科杜鹃花属下的一个种。

## 扩展阅读
- 維基物種上的相關：乳黄杜鹃